# Georg Braungart

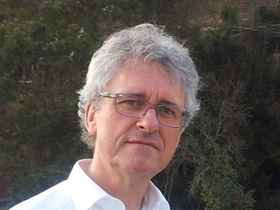
Oktober 2013

Georg Kilian Braungart (* 16. Juni 1955 in Schwäbisch Gmünd) ist ein deutscher Germanist. Er ist seit 2003 Professor für Neuere deutsche Literatur an der Universität Tübingen.

## Leben
Braungart studierte von 1975 bis 1982 Germanistik, Geschichte und Philosophie in Freiburg im Breisgau, Göttingen und Tübingen. Zwischen 1985 und 1993 war er Hochschulassistent und Wissenschaftlicher Angestellter am Deutschen Seminar der Universität Tübingen am Lehrstuhl von Wilfried Barner. 1986 wurde er mit einer Arbeit zum Barock mit dem Titel „Hofberedsamkeit. Studien zur Praxis höfisch-politischer Rede im deutschen Territorialabsolutismus“ promoviert. Die Habilitation 1993 setzte sich mit der Einfühlungsästhetik als Gegenbewegung zu dekonstruktivistischen Tendenzen von Johann Gottfried Herder bis zum Fin de siècle auseinander. Sie trägt den Titel „Leibhafter Sinn. Der andere Diskurs der Moderne“.
Ab 1994 hatte Braungart einen Lehrstuhl für Deutsche Philologie/Neuere deutsche Literaturwissenschaft an der Universität Regensburg inne, 2003 wurde er als Nachfolger von Jürgen Schröder auf einen Lehrstuhl für Neuere deutsche Literatur in Tübingen berufen. Im Herbst 2024 ging er in den Ruhestand.
Am 1. Oktober 2011 hat er die Nachfolge von Josef Wohlmuth in der ehrenamtlichen Leitung des Cusanuswerks, der Bischöflichen Studienförderung der Katholischen Kirche, angetreten. Die Arbeit mit den jungen Stipendiaten bewegte Braungart, seine persönlichen Erlebnisse und Tätigkeiten im Cusanuswerk auf Twitter zu teilen. Unter dem Nutzerprofil @Cusanuswerk dokumentiert Braungart wichtige Veranstaltungen des Werkes.
Seine Brüder Wolfgang und Michael sind ebenfalls Professoren.

## Forschungsschwerpunkte
- Literaturgeschichte vom Barock bis zur Gegenwart (mit besonderen Schwerpunkten im 17. und 18. Jahrhundert sowie in der klassischen Moderne; Publikationen zur Literaturgeschichte von Notker dem Deutschen bis zu Martin Walser)
- Literaturgeschichte und 'Körpergeschichte': Psychologie, Anthropologie, Medizin, Physiognomik
- Literaturgeschichte und Wissenschaftsgeschichte, insbesondere Literatur und Geologie
- Rhetorik – Ästhetik – Medienästhetik / 'historische Medienästhetik' – Multimedia in den Geisteswissenschaften

## Publikationen
- Hofberedsamkeit. Studien zur Praxis höfisch-politischer Rede im deutschen Territorialabsolutismus. Tübingen: Niemeyer 1986.
- Leibhafter Sinn. Der andere Diskurs der Moderne (= Studien zur deutschen Literatur. Bd. 130). Tübingen: Niemeyer 1995.
- (Hrsg.): Über Schubert. Von Musikern, Dichtern und Liebhabern; eine Anthologie. Reclam, Stuttgart 1996, ISBN 3-15-029480-0.
- (Hrsg.): Neue Lessing-Lektüre. Dokumentation eines Symposions in Wolfenbüttel, 6. und 7. Juni 1997, aus Anlaß des 60. Geburtstages von Wilfried Barner. Wallstein, Göttingen 1999, ISBN 3-89244-325-4.
- (Hrsg.): Bespiegelungskunst. Begegnungen auf den Seitenwegen der Literaturgeschichte. Attempto-Verlag, Tübingen 2004, ISBN 3-89308-341-3.
- (Mit-Autor): Von der Zensur zu Weltverlag. 350 Jahre Cotta ; [anlässlich der Ausstellung Von der Zensur zum Weltverlag. 350 Jahre Cotta, Stadtmuseum Tübingen 21. Mai – 13. September 2009] (= Tübinger Kataloge, Bd. 85). Kulturamt, Tübingen 2009, ISBN 978-3-910090-95-8.
- (Hrsg. u. Mit-Autor): Ludwig Uhland. Tübinger linksradikaler Nationaldichter ; [hrsg. von der Universitätsstadt Tübingen, Fachbereich Kultur zum 150. Todestag von Ludwig Uhland ; Ausstellung Ludwig Uhland. Tübinger Linksradikaler Nationaldichter. Stadtmuseum Tübingen 5. Oktober – 2. Dezember 2012] (= Tübinger Kataloge, Bd. 95). Kulturamt, Tübingen 2012, ISBN 978-3-941818-14-9.
- (Mit-Hrsg.): Philosemitismus. Rhetorik, Poetik, Diskursgeschichte. Fink, Paderborn 2017, ISBN 978-3-7705-5301-3.
- (Mit-Hrsg.): Wind und Wetter. Kultur – Wissen – Ästhetik. Fink, Paderborn 2018, ISBN 978-3-7705-5552-9.
- (Mithrsg.): Reallexikon der deutschen Literaturwissenschaft (3. Auflage/völlige Neufassung des von Paul Merker und Wolfgang Stammler begründeten Standardwerks)